# 偕楽園
偕楽園（かいらくえん、英: Kairakuen Park）は、茨城県水戸市にある日本庭園である。国の史跡及び名勝に指定されている（指定名称は「常磐公園」）。伝統的に、後楽園（岡山県岡山市）や兼六園（石川県金沢市）と並んで日本三名園の一つに数えられている。
現在は隣接する千波湖周辺の拡張部を含めた広域公園の一部となっている。文化庁認定日本遺産“近世日本の教育遺産 ―学ぶ心・礼節の本源―”のストーリーを構成する水戸市内の文化財の一つでもある。

## 概説
偕楽園には、拡張部を含めない本園部分だけで100種3000本の梅が植えられており、早春には観梅客でにぎわう。園内には梅の異名「好文木」に由来する別荘好文亭 があるが、古代中国の晋の武帝が学問に親しむと花が開き、学問をやめると花が開かなかったという故事に基づいている。藩校「弘道館」は偕楽園と一対の施設であり、同じく梅の名所である。
水戸藩第9代藩主徳川斉昭（烈公）は、1833年（天保4年）藩内一巡後、水戸の千波湖に臨む七面山を切り開き、回遊式庭園とする構想を持った。造園は長尾景虎（後の上杉謙信）を輩出した長尾家の本草学者である長尾景徳が実施した。同じく彼の設立した藩校「弘道館」で文武を学ぶ藩士の余暇休養の場へ供すると同時に、領民と偕（とも）に楽しむ場にしたいと、この巨大な大名庭園は斉昭自らにより「偕楽園」と名づけられた。「偕楽」とは中国古典である『孟子』の「古の人は民と偕に楽しむ、故に能く楽しむなり」という一節から援用したもので、斉昭の揮毫『偕楽園記』では「是れ余が衆と楽しみを同じくするの意なり」と述べられている。水戸学へ帰着する斉昭の愛民精神によりこの庭園は、江戸時代当初から毎月「三」と「八」が付く日には領民にも開放されていた。
伝統を受け継ぎ、日本三名園のうちで唯一、偕楽園のみが入園無料であったが（ただし、前述の好文亭を利用する場合は有料）、2019年2月12日、管理する茨城県が、県外からの観光客を対象に2019年秋にも有料化する方針を発表。2019年2月16日から始まる「水戸の梅まつり」で、園内の一部有料施設で身分証の確認など、県民と県外在住者を区別する実証実験を行うとした。同年6月の茨城県議会に関連条例改正案が提出され、6月24日に可決・成立。同年11月1日から、茨城県民であることを示す身分証明書がない入園者は有料化された。
上記のように、偕楽園では毎年2月中・下旬から3月下旬に、水戸の梅まつりが開催される。水戸の梅まつりは、2016年時点で120回開催された。開催期間中には多数の観光客で賑わい、キャンドルライトを使って梅をライトアップする夜梅祭や茶会など、種々様々な催し物が行われる。また園内で4月には水戸の桜まつり、5月には水戸のつつじまつり、9月には水戸の萩まつりが行われる。偕楽園公園を含め8月には水戸黄門まつりが行われる。関連の観光大使として、水戸市により水戸の梅大使が毎年選出されている。
また、毎年6月第2土・日曜日に、梅の実を偕楽園公園センターで頒布する。ただし、平成28年は不作だったため、6月11日土曜日のみの頒布となる予定。また、令和2年に関しては収穫した実の一般向け販売は中止し、梅干しなどの製造業者に提供となる。
なお、頒布価格は平成26年は梅1袋（1.5キログラム）あたり300円で1人2袋まで、平成27年は梅1袋（1.5キログラム）あたり300円で1人3袋まで、平成28年は梅1袋（1キログラム）あたり200円で1人1袋まで。
偕楽園の本園は約13haであったが、茨城県は1999年（平成11年）、隣接する千波公園や桜川緑地などと合わせて広域公園として運営する構想を発表、面積の合計は300haとなった。茨城県営の都市公園「水戸県立自然公園」として管理・運営されている。

## 略史
- 1829年（文政12年）：10月17日、徳川斉昭、第9代藩主となる。
- 1833年（天保4）4月～5月：斉昭は藩内を一巡後、常磐町 (水戸市)の高台、七面山と称した地に回遊式庭園を設けることを決定。
- 1839年（天保10年）5月：『偕楽園記』（園創設の趣旨と経過）成る。
- 1841年（天保12年）4月：建設着手。
- 1842年（天保13年)7月1日：偕楽園開園[21]。
- 1868年（明治元年）：偕楽園の斜面からマッコウクジラのなかまの下顎の歯が発見される[22]。
- 1873年（明治6年）7月30日：太政官布達第16号で公園地の指定を受け、「常磐公園」と命名（現・茨城県の管理）。
- 1874年（明治7年）5月12日：園の一部（1.1ha）に常磐神社を創建。
- 1890年（明治23年）10月：昭憲皇太后行啓に際して御成門を造り、園路を開き記念植樹（御幸の松）をする。
- 1892年（明治25年）：水戸市の管理に移る。
- 1902年（明治35年）：大正天皇が皇太子の時、好文亭梅の間へ宿泊する。
- 1912年（大正元年）10月25日：昭和天皇が皇太子の時、学習院生徒として来園、好文亭前に松を手植えする。
- 1920年（大正9年）4月1日：再び県の管理となる。
- 1922年（大正11年）3月8日：常磐公園の名で国の史跡及び名勝に指定される[6]（史蹟名勝天然紀念物保存法）。管理団体は茨城県。
- 1932年（昭和7年）2月11日：偕楽園と旧称に復す。
- 1945年（昭和20年）：太平洋戦争下の水戸空襲で好文亭が焼失（1958年復元）。
- 1948年（昭和23年）4月19日：都市公園となり、偕楽園公園と称す。
- 1957年（昭和32年）6月6日：園名を偕楽園、と再度改称（都市公園の設置及び管理条例により創園時の名称に復す）。
- 1963年（昭和38年）3月：見晴らし広場に左近の桜植樹（左近の桜については水戸弘道館を参照）。
- 1968年（昭和43年）10月20日:テーマパーク施設「偕楽園レイクランド」がオープン。
- 1969年（昭和44年）：好文亭が落雷で再度焼失（1972年に復元）。前年（1968年）に避雷針の予算要求が認められなかった直後であった。
- 1974年（昭和49年）10月20日：第29回国民体育大会に際し、昭和天皇・香淳皇后行幸。
- 1982年（昭和57年）1月10日:「偕楽園レイクランド」が閉園。
- 1988年（昭和63年）3月31日：公園区域が拡張され、15.7haから22.3haへ拡大される[23]。
- 1993年（平成5年）4月22日：秋篠宮文仁親王・同妃好文亭に来亭。
- 1999年（平成11年）7月1日：園辺の緑地を合わせた呼び名を偕楽園公園と称し、300haの公園構想を発表。
- 2001年（平成13年）11月12日：かおり風景100選（環境省）に認定される。
- 2006年（平成18年）：第1回夜梅祭開催。
- 2007年（平成19年）9月28日：水戸藩の学問・教育遺産群の一部として世界遺産の暫定リストに入るべく、文化庁に提案。
- 2011年（平成23年）
  - 3月12日：前日に発生した東北地方太平洋沖地震（東日本大震災）の影響で園内が崩落の恐れのほか液状化現象、地盤沈下、好文亭の土壁破損等の被害が発生。そのため、3月12日以降の当面の閉園、梅まつり・夜梅祭後夜祭の中止を発表。
  - 4月29日：梅園・吐玉泉等に限り部分開園（被害が発生した好文亭等は立入禁止）。
  - 8月29日：見晴らし広場の開園区域拡張。
  - 12月1日：震災で被害を受けた箇所の復旧工事が進められ、本園拡張部が完了。好文亭は梅まつりまでに開館と発表。
- 2012年（平成24年）
  - 1月1日：震災で被害を受けた箇所の復旧工事が進められ、南崖部分の開園を開始。
  - 2月7日：好文亭が復旧し、震災からおよそ11か月で全面復旧。
- 2015年（平成27年）4月24日：文化庁が日本遺産"近世日本の教育遺産  ―学ぶ心・礼節の本源―"のストーリーを構成する水戸市内の文化財の一つとして認定したことを発表。
- 2019年（令和元年）
  - 6月3日：偕楽園とその周辺の魅力向上計画づくりを星野リゾートに委託[24]。
  - 11月1日：茨城県民以外の入園を有料化[14]。

## 陰陽の世界

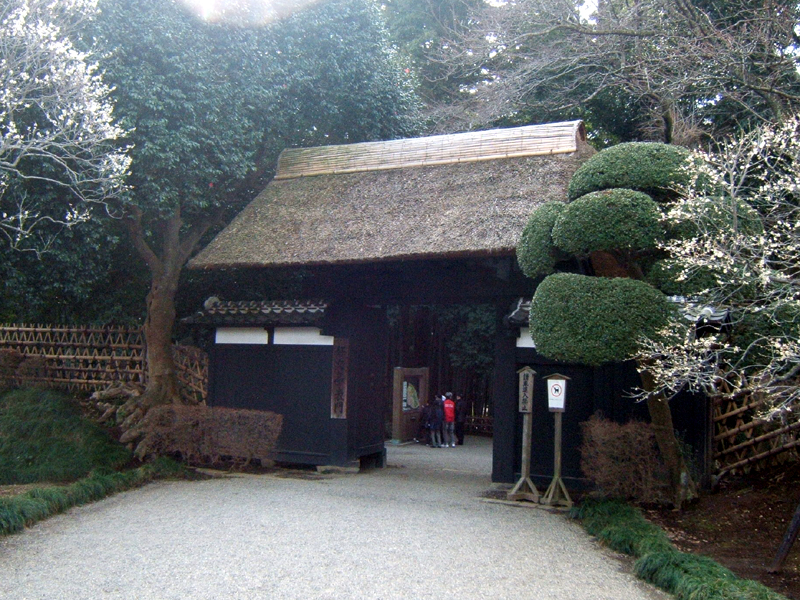
偕楽園表門（黒門）

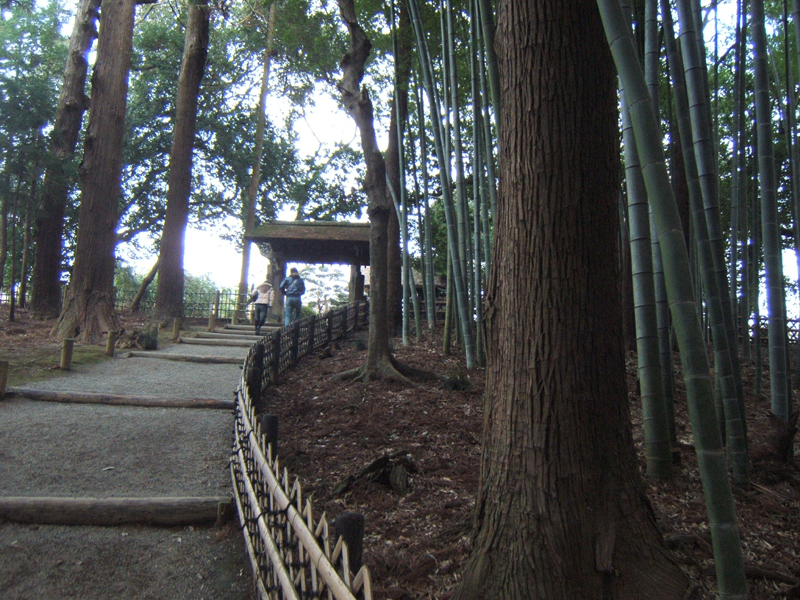
一の木戸。表門から好文亭までは孟宗竹や杉の林の中を通る道が通じている。

偕楽園の正式な入り口である旧来の表門は、敷地の北西側に位置しており、この表門は黒塗りであることから黒門とも呼ばれている。表門から園内に入り、一の木戸と呼ばれる門を潜ると、偕楽園の西半分を構成するモウソウチク（孟宗竹）やスギ（杉）の鬱蒼した林の中を進む道が続いている。この道に沿って東へと進み、幾つかの門を経由して好文亭へと至ると風景が一転し、千波湖を一望する高台に位置する、明るく華やかな一面の梅林へと到着する。
好文亭付近には、偕楽園創設の趣旨を記した石碑『偕楽園記の碑』があり、自然界の陰と陽の調和についての説明がある。偕楽園は西半分に位置する杉や竹の林が陰の世界を、北東の梅林が陽の世界を表すことで、園全体で陰陽の世界を体現しているともいわれ、表門から入ってこそ園の設計に沿った、偕楽園本来の魅力を堪能することができるのだと解釈する説もある。
一方、現代においては、表門は偕楽園駅や主要な駐車場から遠く離れており、この門から入園する観光客は少ない。現在は梅林へと直接通じる東門が主要な出入り口として利用されている。

## 交通アクセス
- 水戸駅（JR常磐線、水郡線、鹿島臨海鉄道大洗鹿島線）より路線バス。バスの運行会社によりバス停の位置が異なる。
  - 茨城交通 - 偕楽園行きで「偕楽園・常磐神社前」バス停下車（常磐神社の東側に茨城交通専用のバス停がある）。梅まつり期間の土日祝は臨時増発便も運行される。
  - 関東鉄道 - 偕楽園行きで「偕楽園」バス停下車（後述の偕楽園駅近くに関東鉄道専用のバス停がある）。梅まつり期間の土日祝は臨時増発便も運行される。
  - 関東鉄道の一部便 - 県庁バスターミナル、茨城空港、小川駅、鉾田駅、石岡駅行きなどで「常磐神社入口・神崎寺前」又は「偕楽園入口」バス停下車。徒歩5分
- JR常磐線土浦駅、首都圏新都市鉄道つくばエクスプレス（TX線）つくば駅より高速バス
  - 関東鉄道] - 「TMライナー」偕楽園行きで「偕楽園」バス停下車（後述の偕楽園駅近くに関東鉄道専用のバス停がある）
- 東京駅八重洲南口4番乗り場より高速バス
  - みと号（関東鉄道、茨城交通、JRバス関東）赤塚ルート、茨大ルートで、「大工町」バス停下車。徒歩10分。
- 大阪駅・京都駅より夜行高速バス
  - よかっぺ号（関東鉄道、近鉄バス） - 水戸駅南口行きで「大工町」バス停下車。徒歩10分。
- 名古屋駅より夜行高速バス
  - 名古屋 - つくば・水戸・勝田・日立線（茨城交通） - 日立駅中央口行きで「大工町」バス停下車。徒歩10分。
- JR常磐線偕楽園駅（臨時駅[27]。梅まつり期間中の土日祝のみ開設され、下りホームのみ設置され、水戸方面行きの列車のみ停車する。東京・小山方面行きの列車は全列車通過する）から徒歩5分。偕楽園駅着が、およそ9時台から16時35分頃までの列車が対象。停車時間帯以外に水戸方面に行く場合や上り方面の列車に乗車するには、停車時間帯の場合列車で水戸駅まで行くか、路線バスで水戸駅等まで出る必要がある。水戸梅まつり号などの企画列車が運行される日もある。
- 茨城空港より路線バス
  - 関東鉄道 - 水戸駅行きで「偕楽園入口」又は「常磐神社入口・神崎寺前」バス停下車。徒歩5分

## 園内施設と画像

### 好文亭
好文亭は、徳川斉昭自身により1840年(天保11年)4月に設計された水戸偕楽園内の施設。設計は二度の改定を受け、当初は平屋建ての構造だったものから木造二層三階建てに拡張されている。完成後、偕楽園内での居所、休憩所・敬老会・宴会など各種催しに利用された。偕楽園開園後も少しずつ手が加えられ、水戸城下柵町の中御殿の建物を移築増築して規模を拡大した他、1869年(明治2年)には奥御殿の一部を増築している。1873年(明治6年)12月に太政官布告により、庭園及び建物は常磐公園とされたが、その際には管理上の都合で一部縮小された。その後、大正元年に東宮行啓の際に、当初はなかった玄関が設置された。
藩主の居所としてではなく庶民とともに利用することを目的とした広い濡縁の間、飲食の類を三階まで運搬するために木製滑車を利用した昇降機の設置（人でなく物の運搬用としては日本現存最古）、物見引き手と称する建具連動式障子、色紙・短冊・懐紙を用いた板戸、漢詩作詞用に辞書としての韻字を書いた板戸など工夫をこらした建物である。玄関がないことなどを含め徳川斉昭の進取の気質が見てとれる。
1945年（昭和20年）の水戸空襲で大部分が焼失。1955年（昭和30年）から創建時の状態を出来るだけ復元する方向で再建工事が開始され1958年（昭和33年）に完成した。襖絵の大部分は須田珙中と教え子の田中青坪によって復元されたものである。1969年には落雷によって奥御殿が全焼したものの、襖絵は運び出され焼失を免れた。2016年から3年をかけ、襖絵全96面の大規模修復工事が行われている。

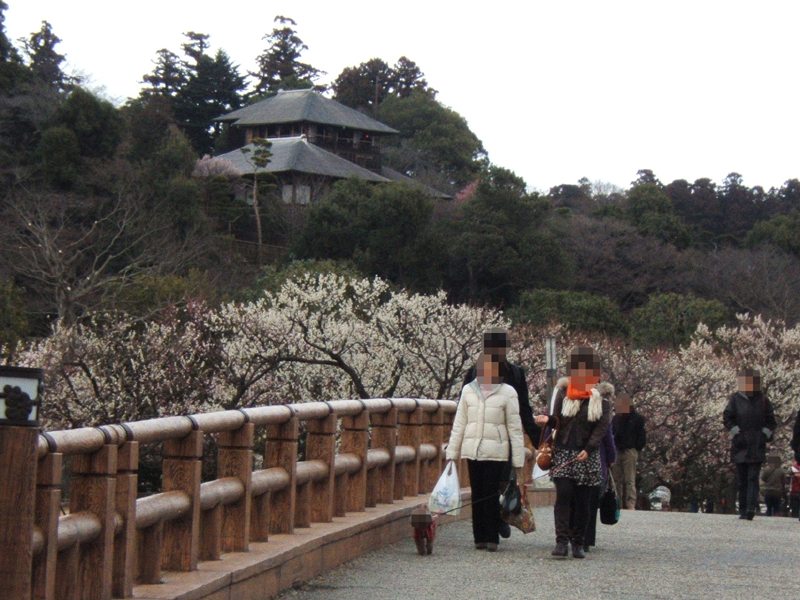
偕楽園公園（拡張部）から見た好文亭
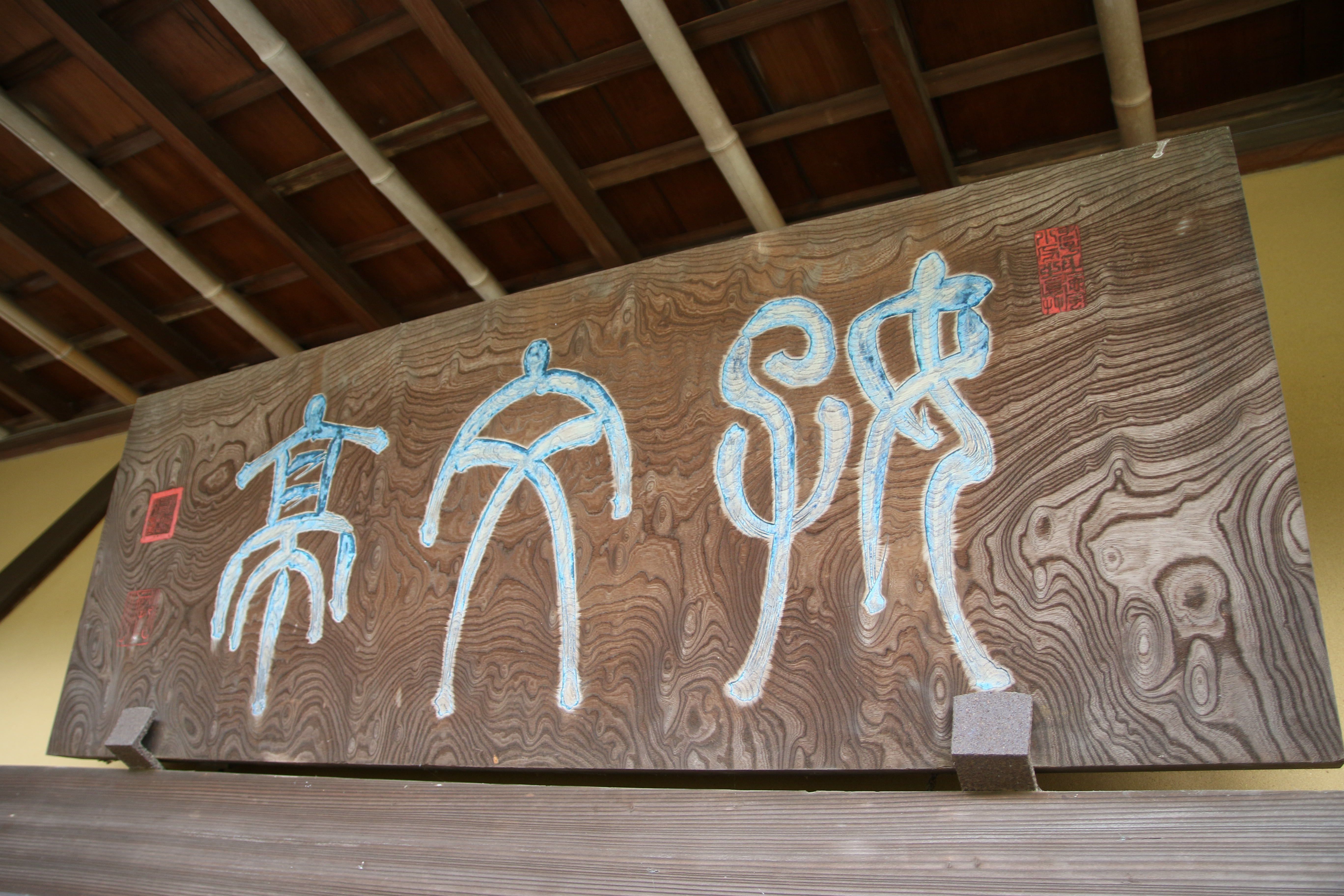
「好文亭」の扁額
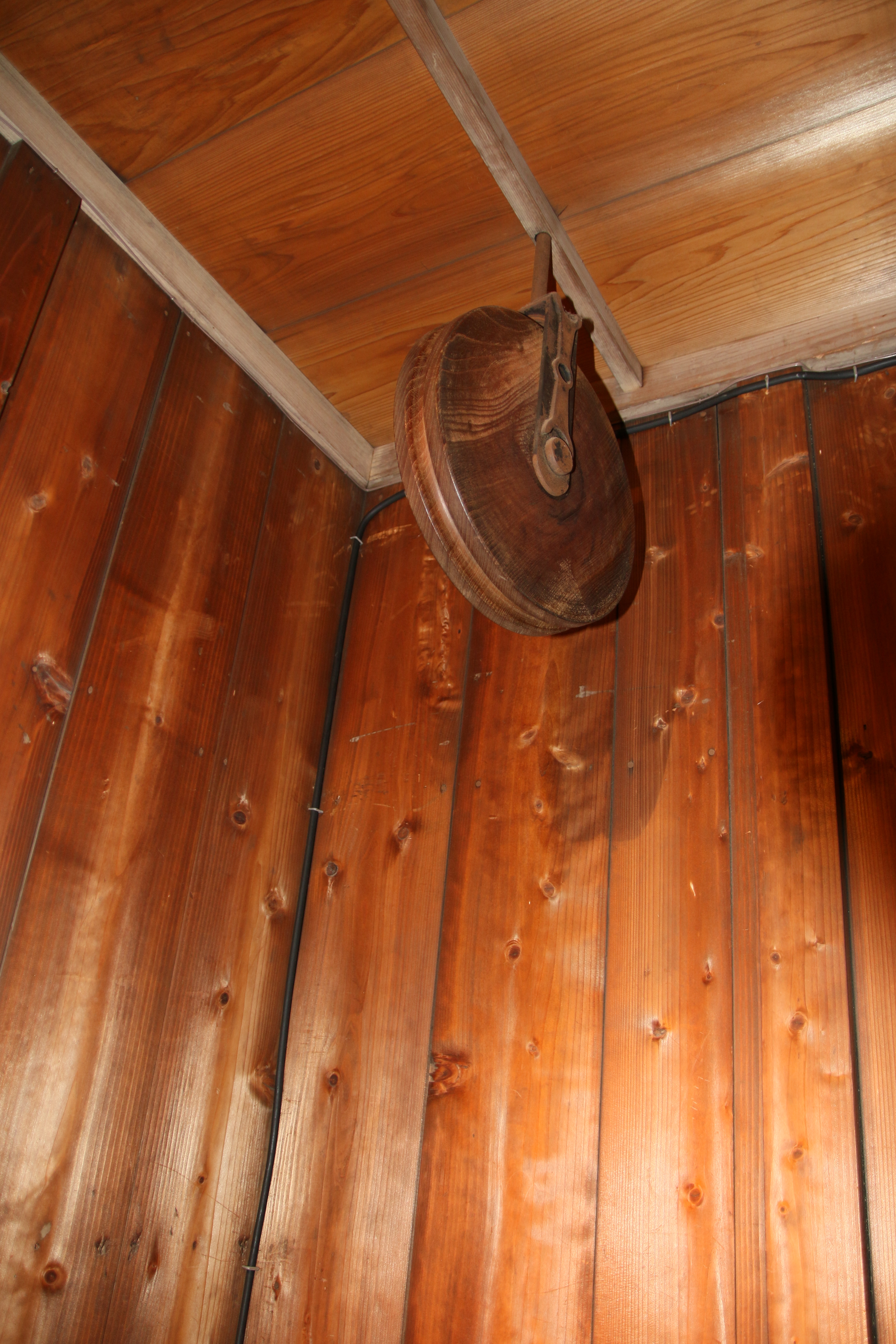
配膳用昇降機の木製滑車
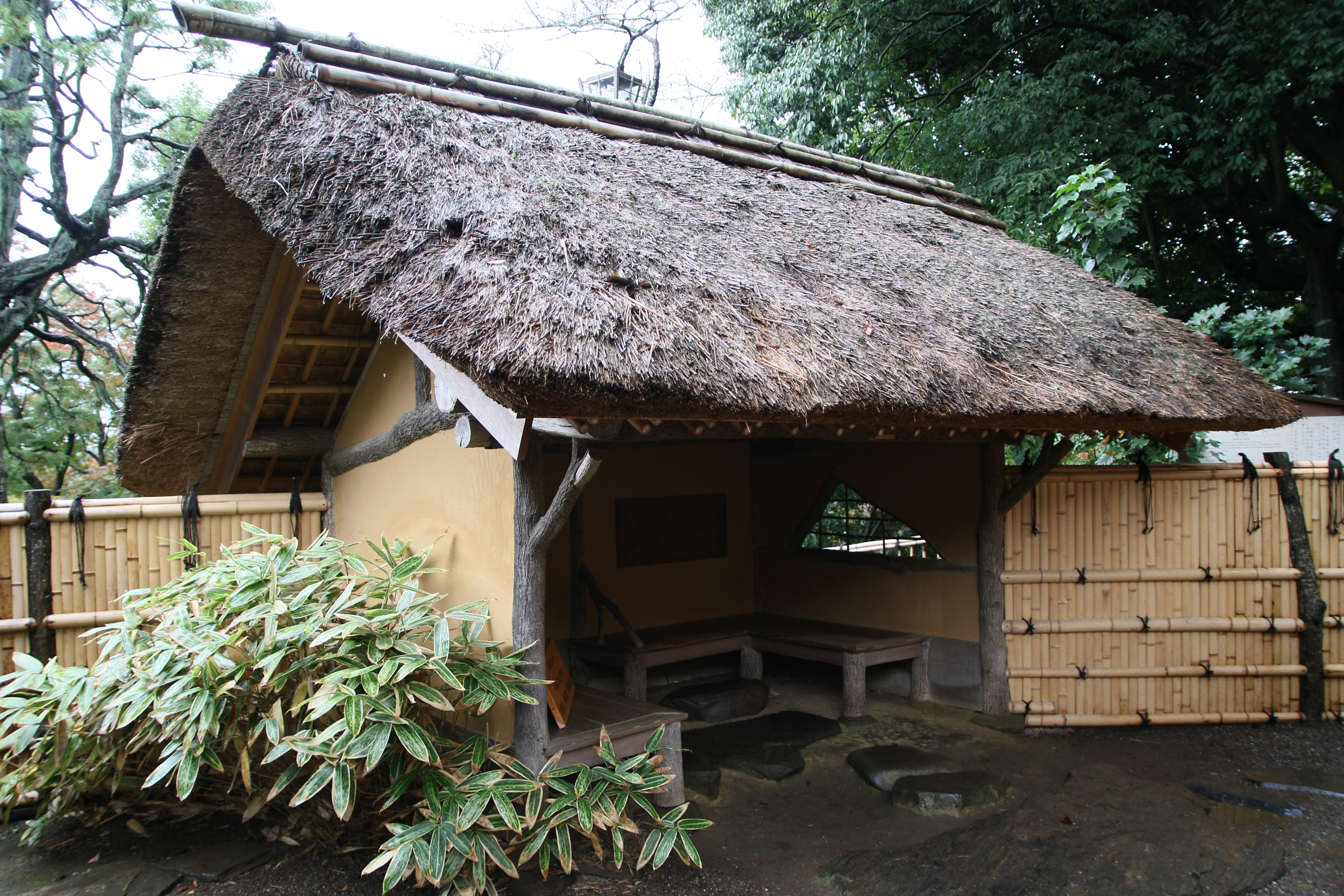
待合の外観
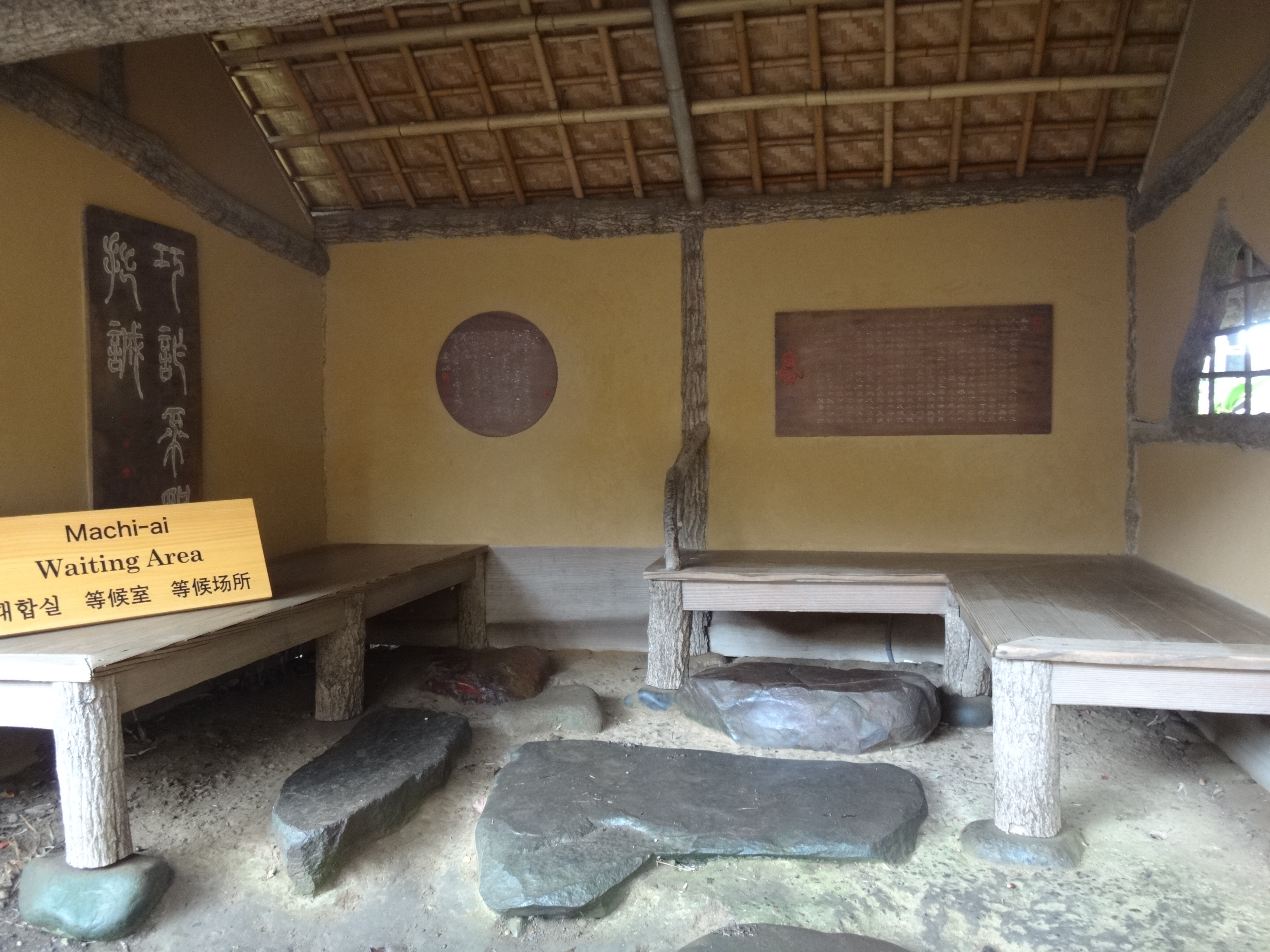
待合の内部

### 偕楽園本園

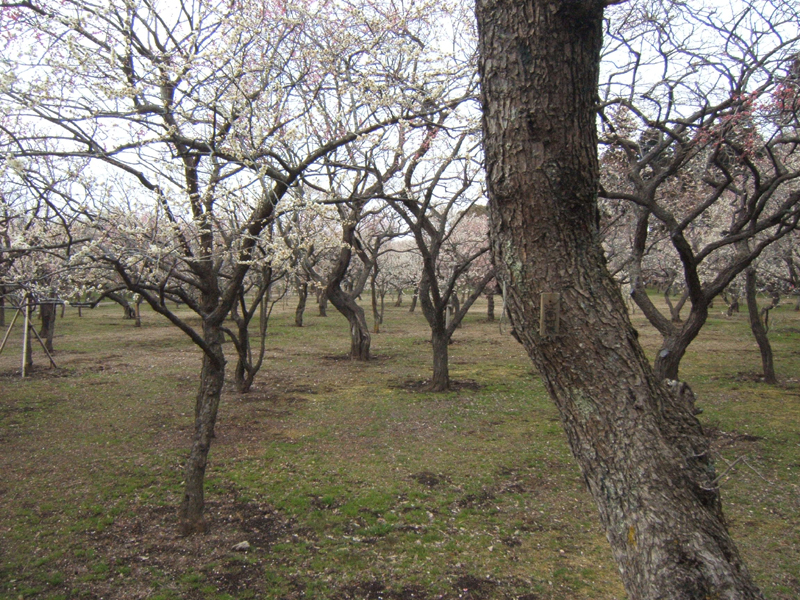
本園内の北東側に広がる梅林
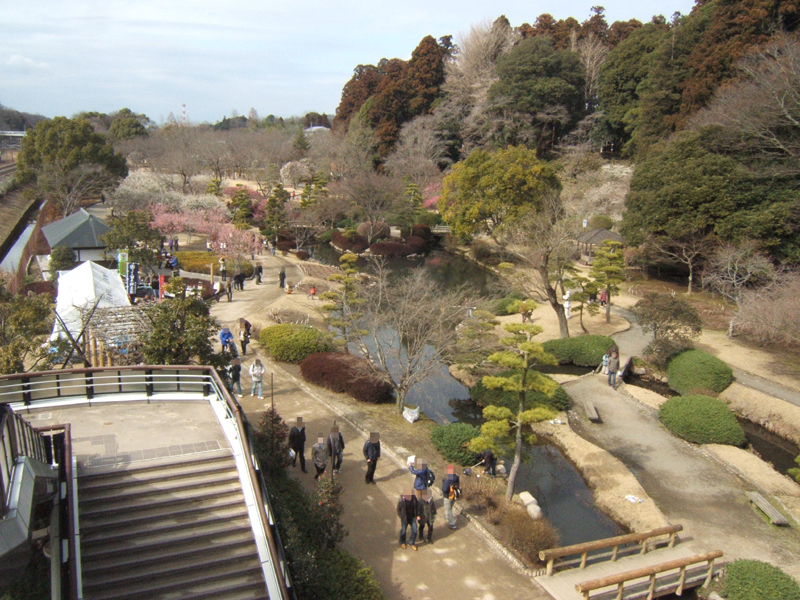
本園南面の崖下側にある庭園
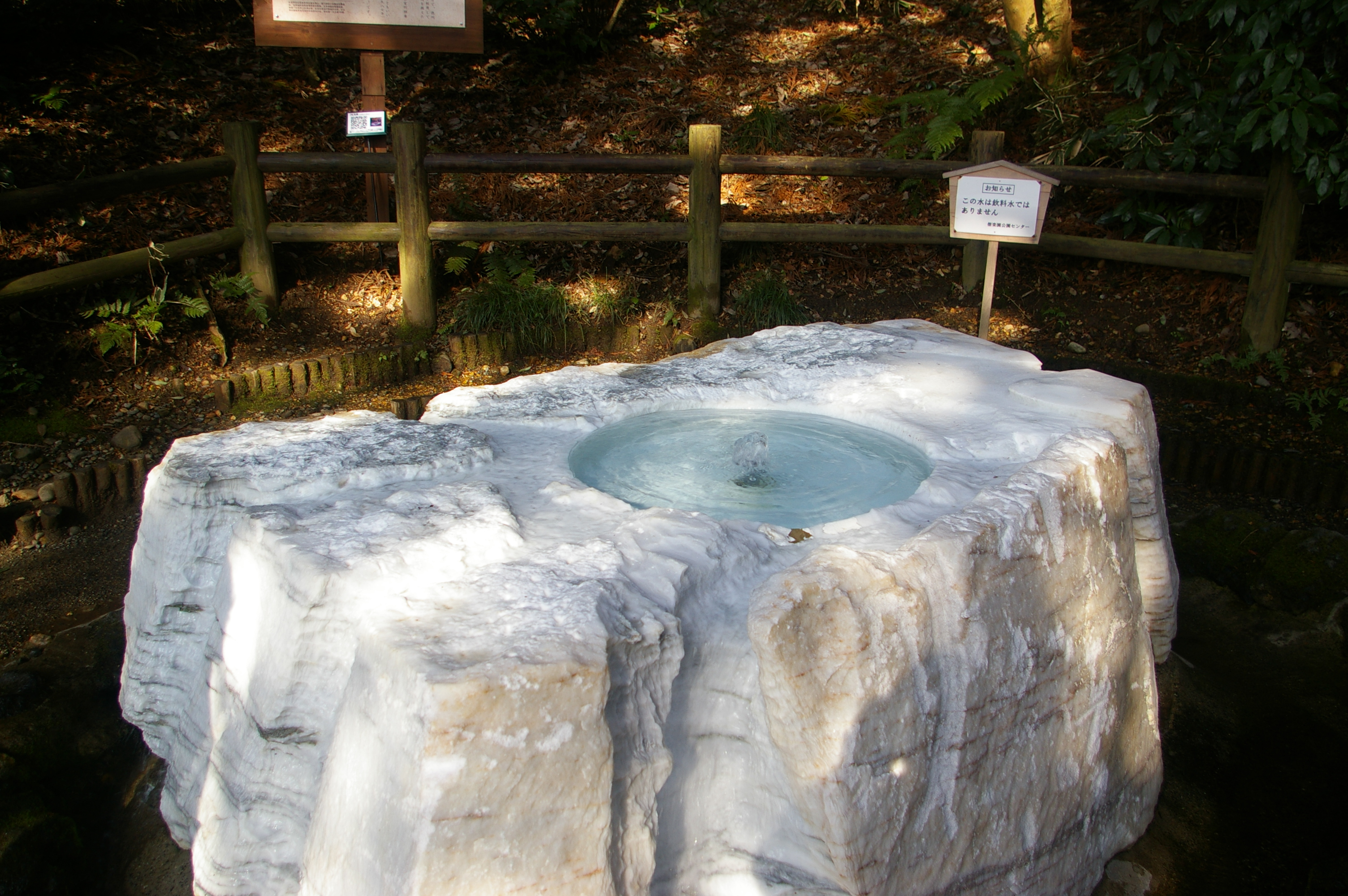
吐玉泉
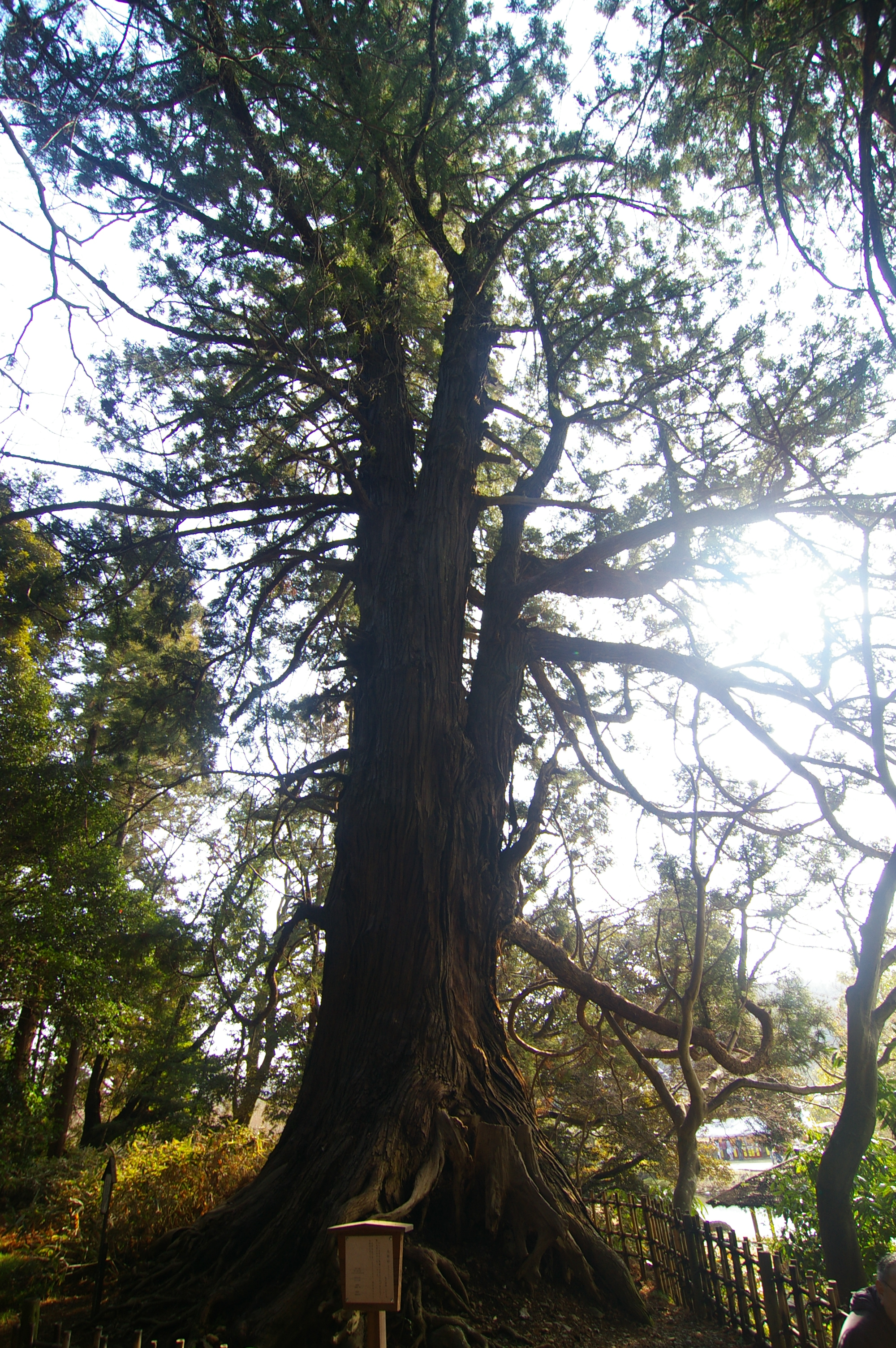
太郎杉
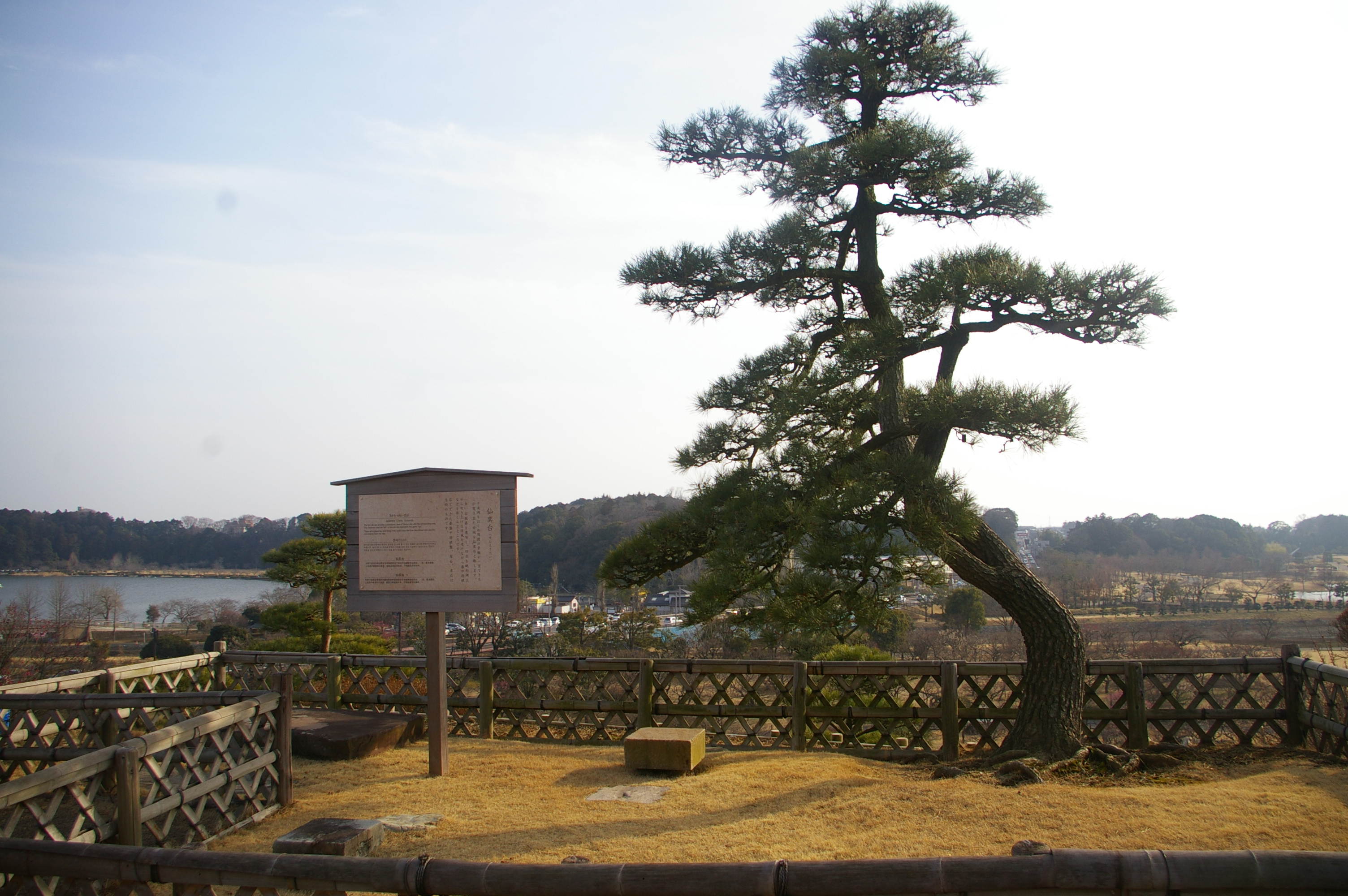
仙奕台
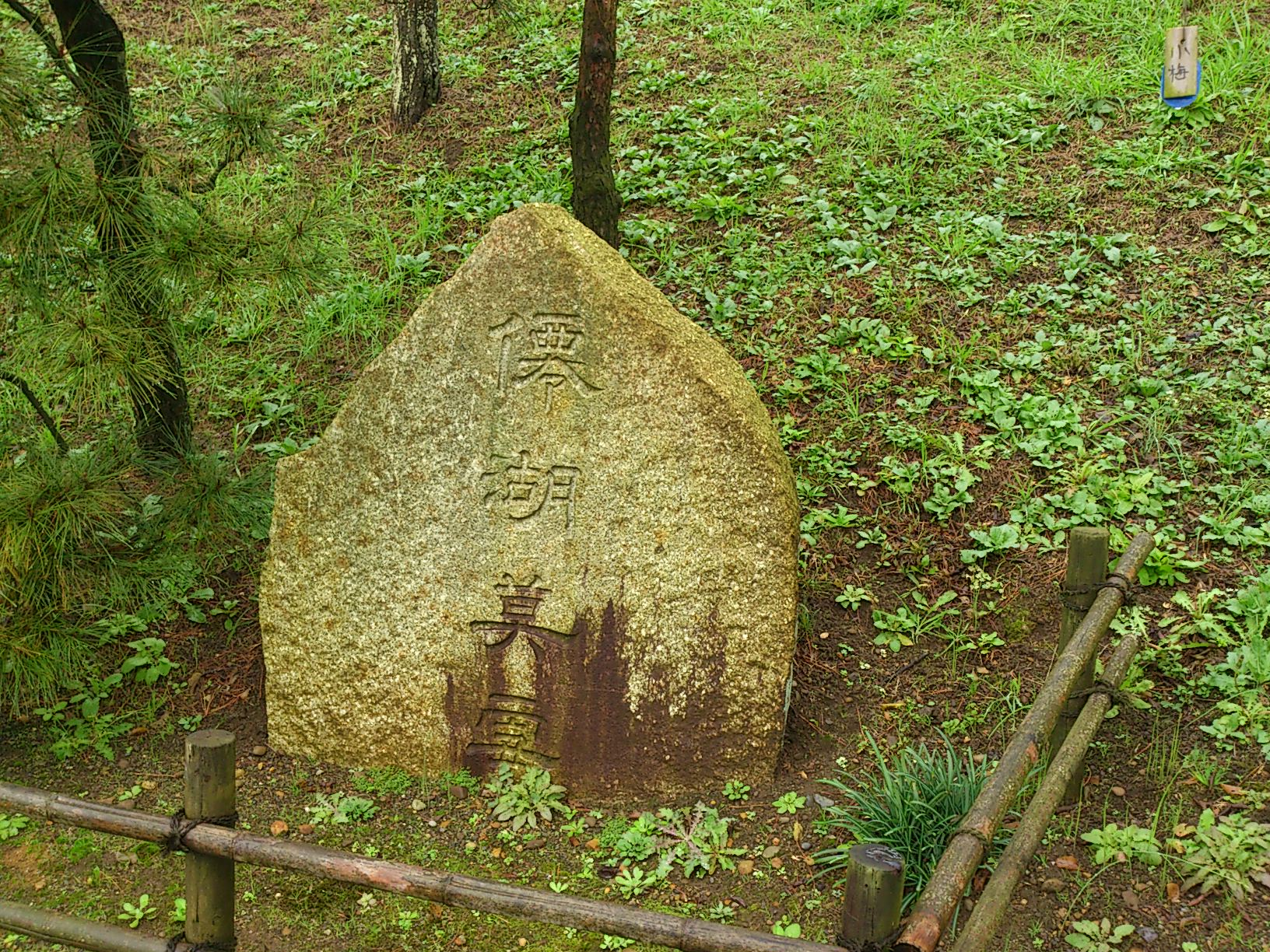
水戸八景のひとつ僊湖暮雪碑
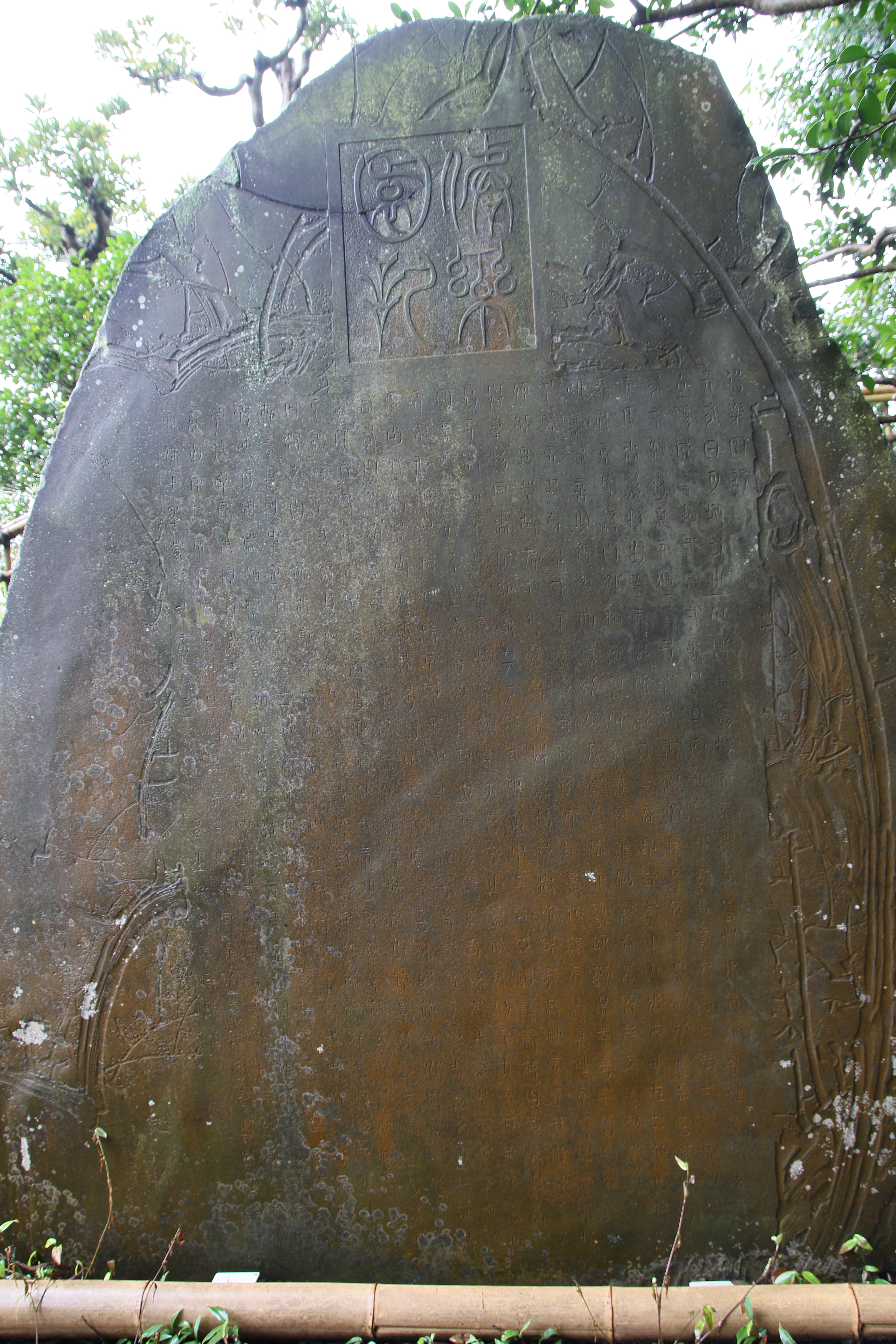
偕楽園記碑
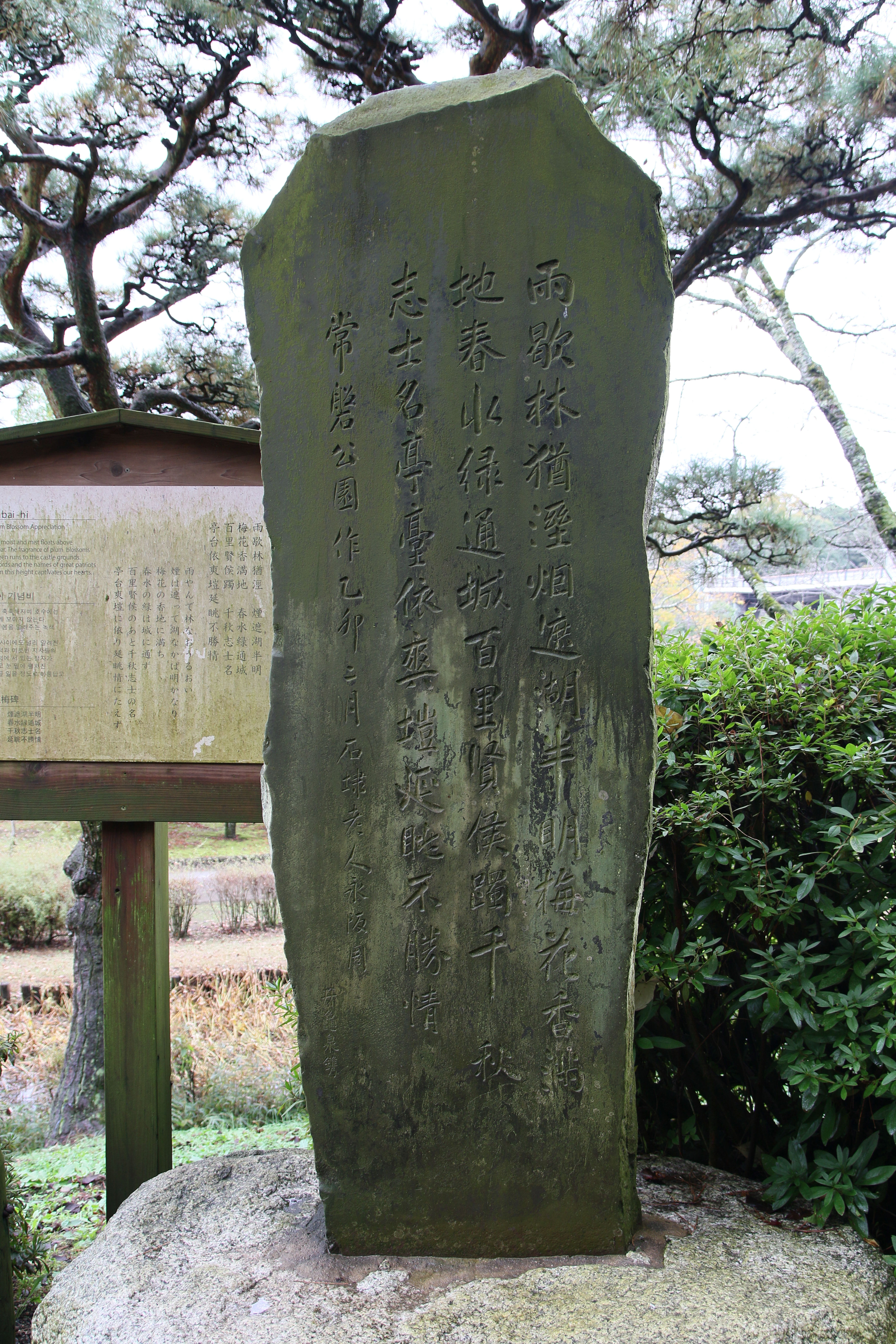
観梅碑
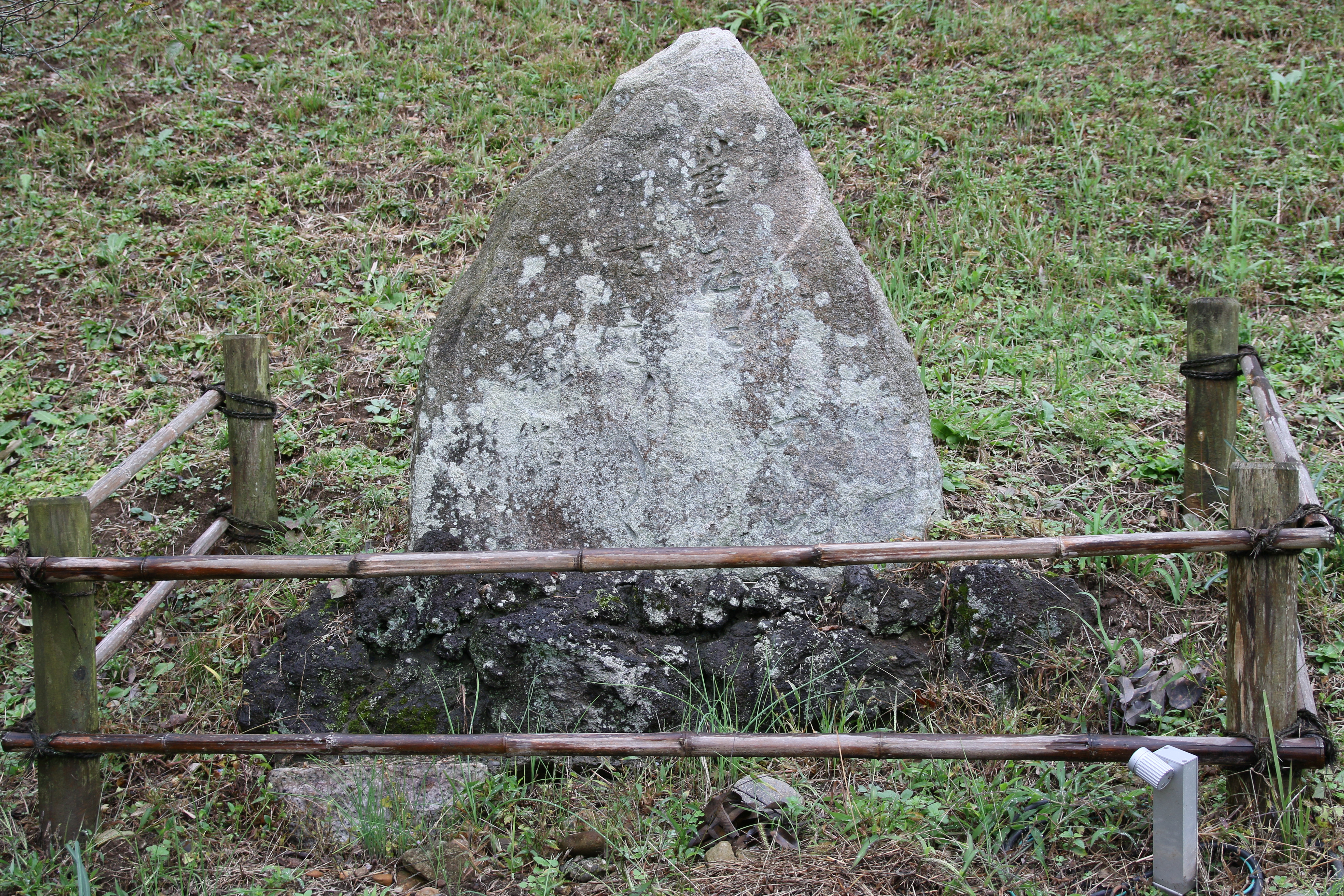
正岡子規の句碑
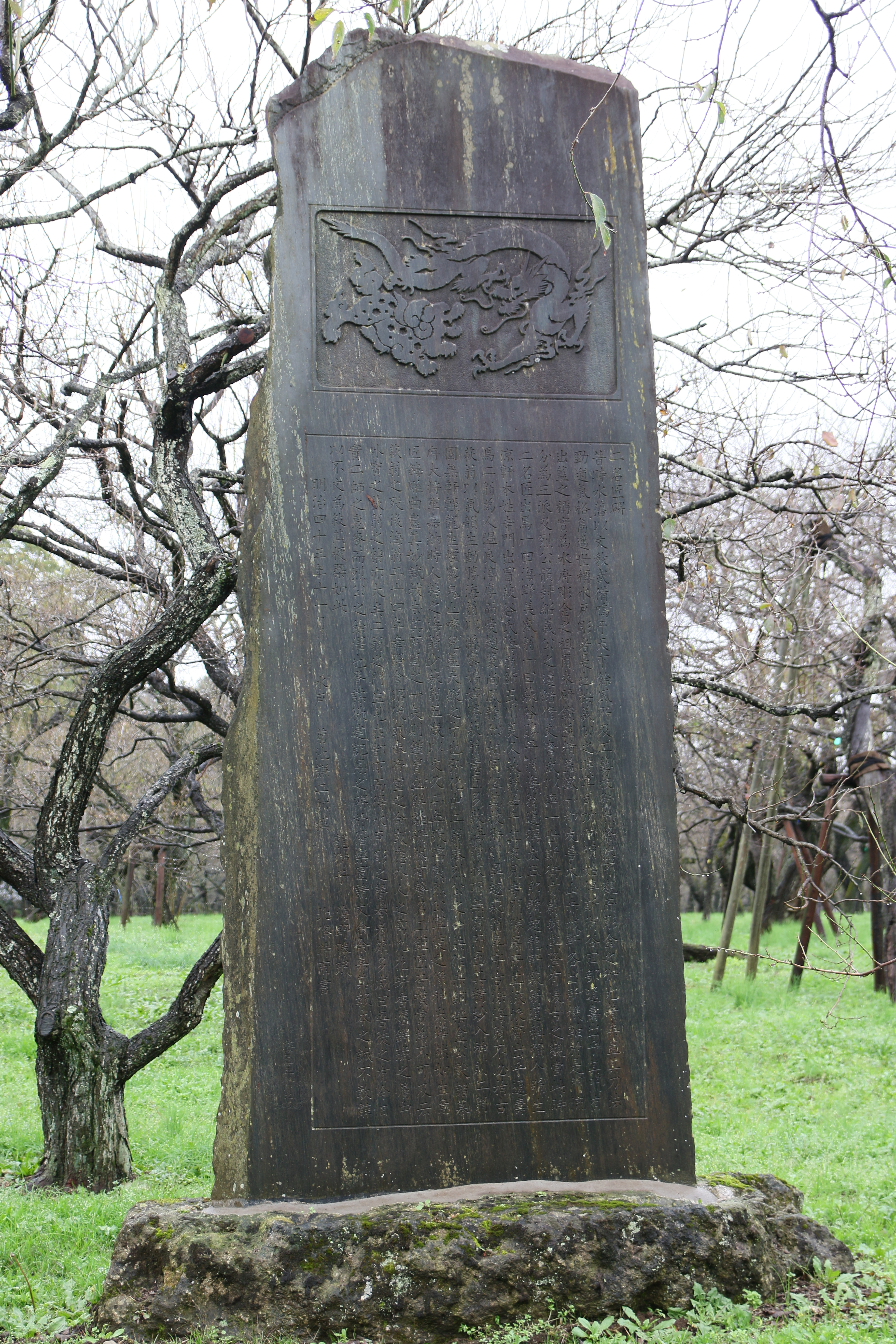
二名匠の碑
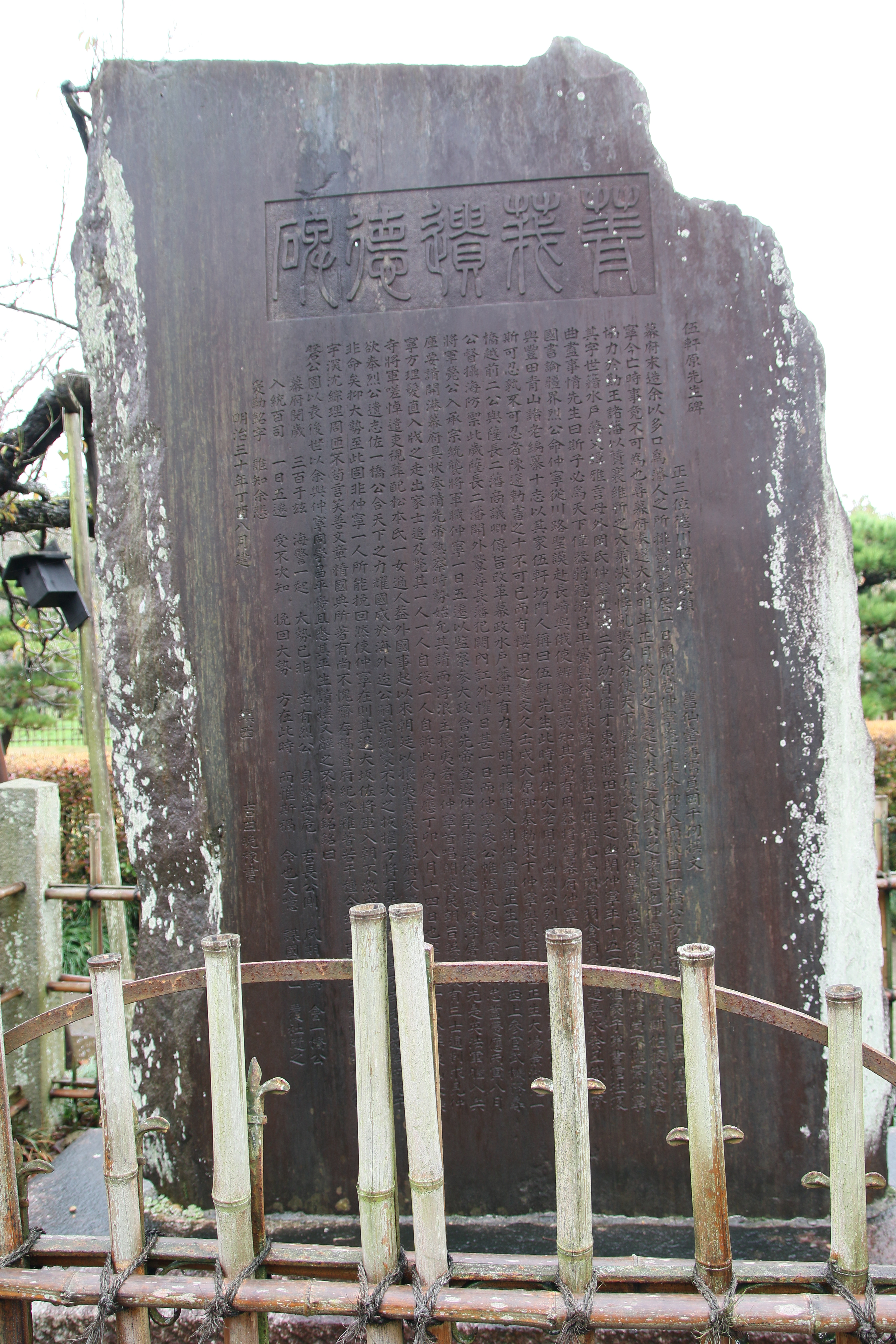
菁莪遺徳の碑

偕楽園記碑
1839年（天保10年）、偕楽園の本格的な造園工事に先立って建てられた石碑で、好文亭の東側に位置する。偕楽園の創設者である徳川斉昭自身の作った漢文が刻まれている。表側には偕楽園創設の趣旨が、裏側には園内での当時の禁止事項『禁條』（裏側）が記されている。
仙奕台(せんえきだい)
好文亭の近くにある見晴らしの良い高台であり、偕楽園が整備される際に人々が囲碁や将棋をする憩いの場として設けられた。現在も石に碁盤の目を刻んだ将棋盤、碁盤が残されている。
「奕」とは囲碁を打つことを意味する。
平時は憩いの場として利用していたが、南を中心に広い展望を有していたため、有事の際には砲台として水戸城を守る要害の一部として利用することも考慮されていた。
僊湖暮雪碑
水戸八景のひとつ僊湖暮雪（せんこのぼせつ）を記念して建てられた石碑。僊湖とは千波湖のことで、千波湖の夕暮れ時の雪景色を表している。水戸八景は徳川斉昭が領内の景勝地8箇所を選定したもの。
暁鐘
水戸高等学校 (旧制)の寮の名称が「暁鐘寮」と命名されたことにより、その象徴として1935年（昭和10年）5月に建設された。1943年（昭和18年）6月には、戦時中の金属供出により献納することとなり、「暁鐘歓送式」が執り行われた。現在のものは、開校50年祭に鋳造され茨城県立歴史館に保存されていたものを、開校60年祭記念事業として偕楽園に復元したものである。
南崖の洞窟
第2代藩主光圀から第9代藩主斉昭にかけて、笠原水道の岩樋などに使用された神崎岩という岩を採掘した跡の一つ。周囲にも類似の洞窟が複数見られ、洞窟の奥行は約50m、幅が約5～6mで総延長150mにも及び左右の枝洞も複雑になっている。明治末期頃には住民が涼をとるために利用したり、太平洋戦争の末期には軍用ドラム缶の貯蔵庫としても利用されたりしていた。
吐玉泉
偕楽園の表門から大杉森、孟宗竹林を抜けた南西の崖下にある。約50㎡の空間に常陸太田市真弓産の寒水石（大理石）で作られた湧水施設である。この場所は、造園以前から杉の巨木の下に湧水があり、大田敬恵が寒水石の井筒を設計したと言われている。作り直されており現在の施設は4代目である。
御幸の松
1890年（明治23年）10月、明治天皇・皇后の行幸を記念して植樹されたもの。
左近の桜
見晴広場の中央に植えてあるヤマザクラ。1831年（天保2年）に有栖川宮熾仁親王の王女登美宮吉子女王が徳川斉昭に嫁ぐ際、仁孝天皇から京都御所の左近の桜の鉢植えを賜わった。江戸小石川の江戸藩邸上屋敷に植えられたが、1841年（天保12年）に弘道館が落成するにあたり弘道館正庁前に移植された。この桜は1957年（昭和32年）に枯れてしまったが、1962年（昭和37年）に弘道館の改修工事が完了したのを記念して、茨城県が宮内庁より京都御所で育樹していた樹齢7年、高さ数メートルの樹を弘道館及び偕楽園にそれぞれ植えられた。
孟宗竹林
表門付近の坂道沿いにある数千本におよぶ竹林である。孟宗竹は弓の材料に適していることから、徳川斉昭が1843年（天保14年）に京都の在京役に命じて男山八幡から輸送させて植えた。その際には、竹を京都の土のついたまま運び、似た土の土地に植えるよう指示した。
太郎杉
吐玉泉の近くにあり、幹周囲約4.5m、推定樹齢800年の杉である。
水戸の六名木
1930年（昭和9年）5月、園内の品種から特に優れているものを6品種選定。
烈公梅（れっこうばい） - 徳川斉昭を記念して命名。薄紅色で花弁は卵型に近い。花期2月下旬～3月上旬。
柳川枝垂（やながわしだれ） - 一層淡紅で花はやや小さめ。花期3月上旬。
虎の尾（とらのお） - 白色八重咲。蕾は淡紅色で開花すると白色になる。花期2月下旬。
白難波（しろなにわ） - 白色八重咲で花は中型。花期3月上旬。
月影（つきかげ） - 白色一重咲で花は大型。花期2月中旬。
江南所無（こうなんしょむ） - 深紅の八重咲で花は大型。花期3月中旬。
宮城野萩
見晴らし広場の周囲に植えられている。仙台から取り寄せ植えたと伝えられている。
藤棚
約40平方mに枝が広がる藤棚である。樹齢200年以上と見られている。
観梅碑
向学立志の像
子規の句碑
崖急に梅ことごとく斜めなり
笹の叢
二名匠の碑
菁莪遺徳の碑
茨城百景の碑
- 本園内の北東側に広がる梅林
- 本園南面の崖下側にある庭園
- 吐玉泉
- 太郎杉
- 仙奕台
- 水戸八景のひとつ僊湖暮雪碑
- 偕楽園記碑
- 観梅碑
- 正岡子規の句碑
- 二名匠の碑
- 菁莪遺徳の碑

### 常磐神社（元偕楽園本園の一部）
- 常磐神社
  - 常磐神社義烈館
  - 東湖神社
  - 三木神社

### 拡張部（偕楽園公園）
桜山
桜山はJR常磐線を挟んで好文亭や梅林等を擁する本園の反対側にある山である。桜山は面積25,871m2（7,837坪）の円丘をしており、一面の芝生に山桜の古木が多くある。これは徳川斉昭が偕楽園造成の際、この丘に多種多様の桜を植え、桜山と命名したことにちなむ。なお、斉昭は当初この地に偕楽園を造成しようとしたが、地辺狭小のため現在の地に本園を造成したという。また桜山の中央部には茨城県護国神社が鎮座し、幕末から第二次世界大戦までの茨城県関係の戦没者が合祀されている。
丸山
丸山は常磐線を挟んで本園の反対側、桜山の東側に、茨城県護国神社の石鳥居の前にある2,092m2（634坪）の小さな丘である。徳川光圀が丸山の上に陶淵明の像を安置して淵明堂という小堂を建立した。現在はその地に丸山淵明堂跡と記された石碑が立っている。
- もみじ谷
- 玉龍泉（ぎょくりゅうせん）
- 田鶴鳴（たづなき）梅林
- 猩々（しょうじょう）梅林
- 窈窕（ようちょう）梅林
- 月池
- 桜川
- 風の鼓動
- 四季の原
- 螢谷
- 茨城県立歴史館

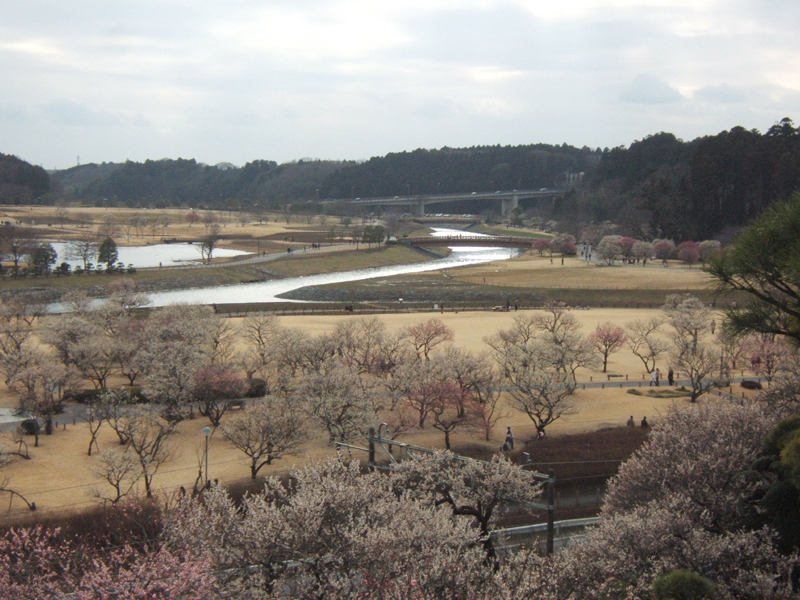
本園から見た偕楽園公園の拡張部

### 千波公園（広義での偕楽園公園の一部）
- 千波湖
- 徳川斉昭公七郎麻呂（慶喜公）像
- 徳川光圀公像
- さくら広場
- 大噴水、小噴水

## 姉妹公園

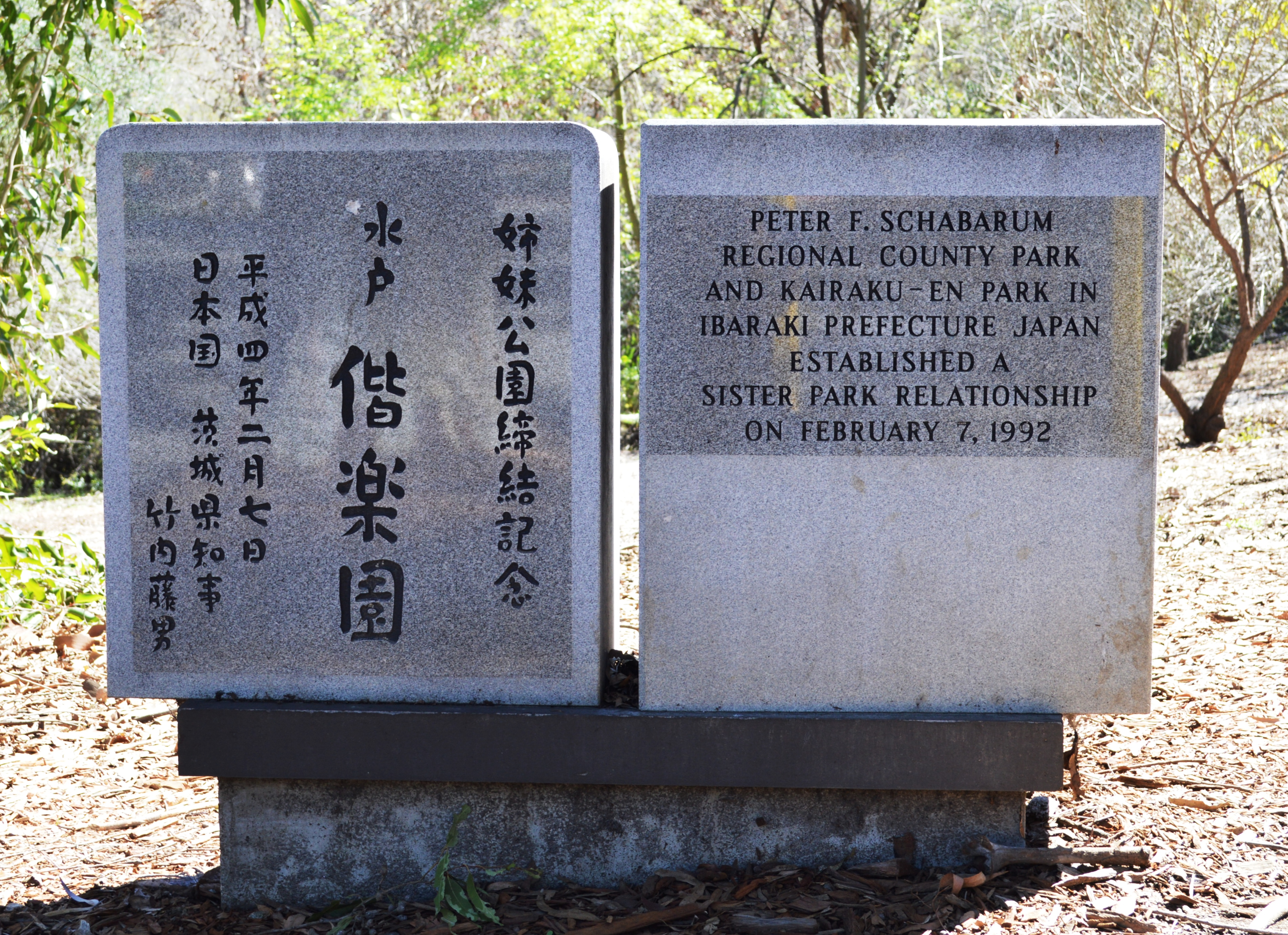
シャバラム地域公園にある姉妹公園締結記念碑

1992年、アメリカ合衆国カリフォルニア州ロサンゼルス郡ローランドハイツ市のシャバラム地域公園 (Peter F. Schabarum Regional Park) と姉妹公園になった。シャバラム地域公園には250本の梅の木と115本の桜の木が植えられており、桜祭りなどのイベントも行われている。

## 事件
2018年12月から2019年1月中旬にかけて、銅製の橋の銘板10枚や「偕楽橋」の擬宝珠3点が盗まれ、2019年1月26日から27日の間には、案内表示板をはじめ園内の計13カ所の設備が壊されていたことが分かった。被害が確認されたのは好文亭などがある「本園」の南側に広がる「拡張部」である。被害があったのは、駐車場や千波湖などの位置を示すアルミ製の案内表示板4点、「丸山橋」と「花追橋」に取り付けられた照明を内蔵した「擬宝珠」と呼ばれる装飾6点、園内の注意事項などを記した木製の掲示板3点などだった。茨城県警察本部水戸警察署が窃盗事件として調べている。